# Districtele Elveției

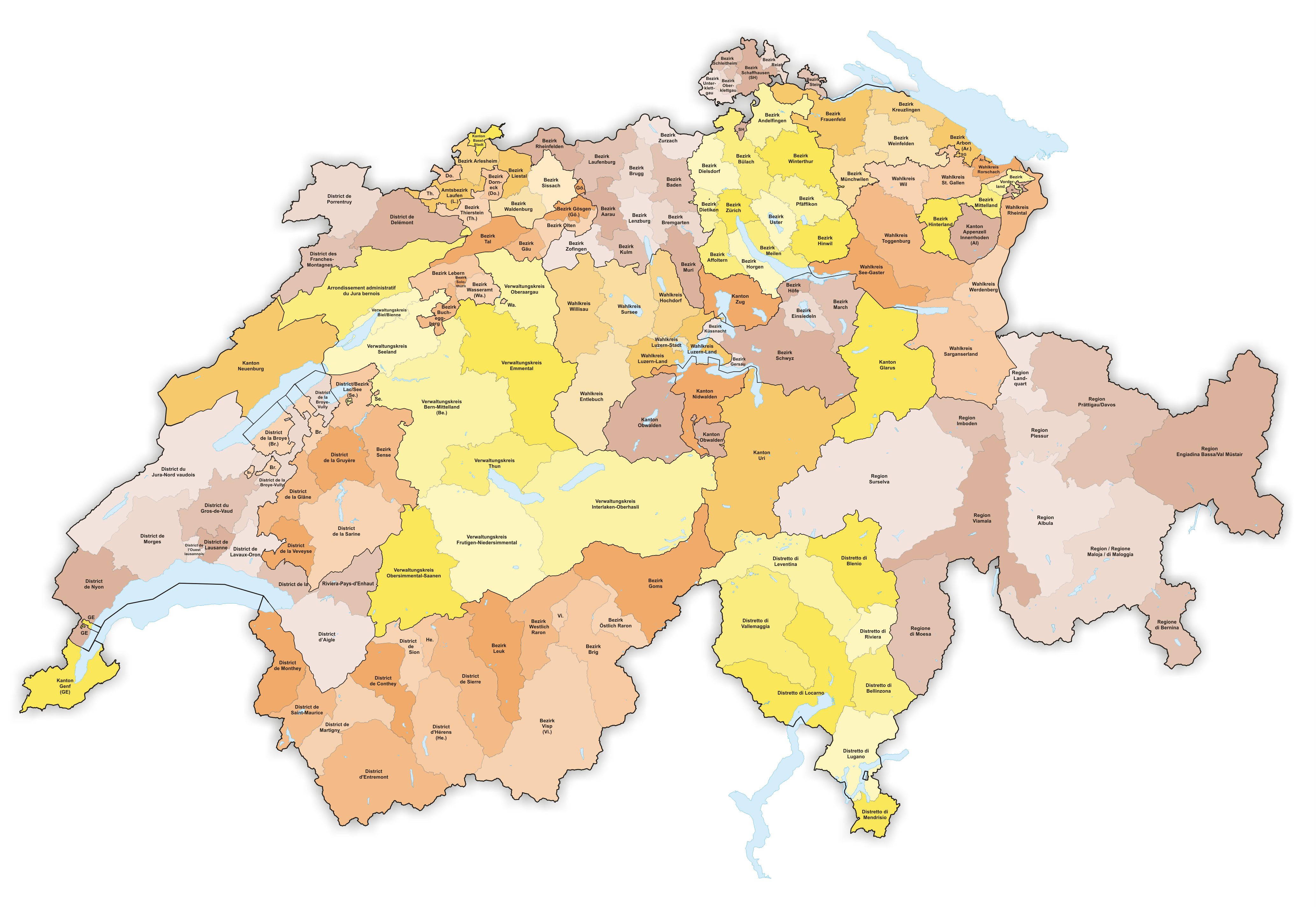
Harta Elveției (1 ianuarie 2022)

Spre deosebire de statele cu o organizare centralizată, Elveția este un stat federal, organizat pe cantoane, districte și comune. Fiecare canton este liber să-și decidă singur organizarea internă. Prin urmare în Elveția există diverse structuri și terminologii pentru entitățile subnaționale dintre canton și comună, generalizate ca districte.
Majoritatea cantoanelor sunt divizate în Bezirke (cuvântul german pentru district, singular Bezirk). De asemenea există și districte numite Ämter (Lucerna, singular Amt), Amtsbezirke (Berna, Amtsbezirk), district sau distretto (Ticino și parțial în Graubünden).

## Districtele Elveției
Următoarele cantoane nu au districte.